# Barawaja (przystanek kolejowy)
Barawaja (biał. Баравая, ros. Боровая) – przystanek kolejowy w lasach w pobliżu miejscowości Stancyja Zakrucіn, w rejonie brzeskim, w obwodzie brzeskim, na Białorusi. Leży na linii Kijów – Chocisław – Brześć.
Nazwa pochodzi od nieistniejącej już miejscowości Bór, która znajdowała się w pobliżu obecnego przystanku.